# Josip Pavlišić
Josip Pavlišić (ur. 28 grudnia 1914, zm. 9 grudnia 2005), chorwacki duchowny katolicki, arcybiskup Rijeki-Senj.
Przyjął święcenia kapłańskie 2 kwietnia 1938. W grudniu 1951 został mianowany biskupem pomocniczym Senj, ze stolicą tytularną Bruzus; sakrę biskupią otrzymał 13 stycznia 1952. W sierpniu 1969 przeszedł do archidiecezji Rijeka-Senj, gdzie był koadiutorem arcybiskupa Viktora Burica; otrzymał wówczas tytularną stolicę arcybiskupią Petina. Po rezygnacji Burica w kwietniu 1974 został arcybiskupem Rijeki.
Po osiągnięciu wieku emerytalnego (75 lat) złożył rezygnację z rządów archidiecezją; w styczniu 1990 jego następcą został Anton Tamarut. Arcybiskup Pavlišić był współkonsekratorem dwóch chorwackich kardynałów - Josipa Bozanicia (1989) i Josipa Uhača (1970). W styczniu 2002 obchodził jubileusz 50-lecia sakry biskupiej. Zmarł krótko przed ukończeniem 91 lat.

## Odznaczenia
- Order Księcia Trpimira (1995)[1]
- Wielki Order Króla Dymitra Zwonimira (2002)[2]